# دبژنگتسا
دبژنگتسا (به لهستانی:  Debrznica) یک روستا در لهستان است که در گمینا توژم واقع شده‌است. دبژنگتسا ۱۵۰ نفر جمعیت دارد.